# Esports aquàtics
Els esports aquàtics són aquells que es practiquen a l'aigua. Podem classificar-los de la següent manera:

## Esports nàutics sense motor
- Rem
- Piragüisme
- Vela esportiva
- Windsurf
- Surf
- Bot dragó
- Justes nàutiques

## Esports nàutics de motor
- Motonàutica
- Esquí aquàtic
- Surfesquí
- Jet-ski
- Wakeskate
- Surf d'estel

## Esports en piscina
- Natació
- Waterpolo
- Salts
- Natació sincronitzada
- Hoquei subaquàtic
- Caiac polo

## Esports subaquàtics
- Esports d'apnea
- Submarinisme
- Espeleologia subaquàtica
- Snorkeling

## Esports en aigües braves
- Eslàlom
- Estil lliure
- Descens d'aigües braves
- Ràfting
- Barranquisme
- Hidrospeed

## Altres
- Triatló
- Pesca
- Aquagym
- Skimboard